# Carazinho Airport
Carazinho Airport är en flygplats i Brasilien.   Den ligger i kommunen Carazinho och delstaten Rio Grande do Sul, i den södra delen av landet, 1 500 km söder om huvudstaden Brasília. Carazinho Airport ligger 582 meter över havet.
Terrängen runt Carazinho Airport är huvudsakligen platt. Carazinho Airport ligger uppe på en höjd. Närmaste större samhälle är Carazinho, 5,2 km nordost om Carazinho Airport.
Trakten runt Carazinho Airport består till största delen av jordbruksmark. Runt Carazinho Airport är det ganska tätbefolkat, med 52 invånare per kvadratkilometer.